# 野口明宏
野口 明宏 （のぐち あきひろ）は、日本の法学者。敬愛大学名誉教授。専門は商法。

## 来歴
1969年中央大学法学部法律学科卒業。駒澤大学大学院法学研究科私法学専攻修士課程修了。1977年同博士課程満期退学。敬愛大学経済学部教授に就任。退職し名誉教授。日本空法学会、日本私法学会に所属。
著書に「商法」「空法」「商法講義 - 総則・会社」「現代基礎法学」などの共著がある
。